# 合川市 (1952年)
合川市，中国旧市名，在今重庆市合川区城区。

## 历史
1950年代时，合川县地域区位优势比较明显，县内拥有611纱厂、402煤矿、大昌铁厂、华银煤矿、太和丝厂、华西、光明火柴厂等一批大中型厂矿企业单位。人口一百多万。在此背景下，1952年4月，川东人民行政公署报请中央人民政府政务院批难，同意将合川县城关区划出，设置合川市（含五个菜蔬社及较大型厂矿企业）。同年12月30日，正式成立合川市人民政府。1955年6月，合川市人民政府改为合川市人民委员会。合川市人民政府（人民委员会）受四川省人民政府（人民委员会）领导，并在江津专员公署的监督指导下负责领导全市各项行政管理工作。
1958年2月20日，合川市人民委员会根据1957年10月18日国务院第58次全体会议通过的《关于撤销四川省合川市的决定》和四川省江律专员公署《关于转发国务院、省人民委员会〈关于撤销合川市的决定的通知〉》的要求撤销。撤销合川市后，合川县直接领导原城关镇建制，保留原有的街道办事处，作为城关镇人民政府的派出机构。